# Isländische Badmintonmeisterschaft 2009
Die Isländische Badmintonmeisterschaft 2009 fand vom 27. bis zum 29. März 2009 in Hafnarfjörður statt. 

## Medaillengewinner
| Disziplin    | Gold                                         | Silber                                      | Bronze                                             |
| ------------ | -------------------------------------------- | ------------------------------------------- | -------------------------------------------------- |
| Herreneinzel | Helgi Jóhannesson                            | Hugi Heimirsson                             | Atli Jóhannesson                                   |
| Herreneinzel | Helgi Jóhannesson                            | Hugi Heimirsson                             | Magnús Ingi Helgason                               |
| Dameneinzel  | Tinna Helgadóttir                            | Karitas Ósk Ólafsdóttir                     | Rakel Jóhannesdótir                                |
| Dameneinzel  | Tinna Helgadóttir                            | Karitas Ósk Ólafsdóttir                     | Snjólaug Jóhannsdóttir                             |
| Herrendoppel | Helgi Jóhannesson Magnús Ingi Helgason       | Broddi Kristjánsson Þorsteinn Páll Hængsson | Borgar Heimirsson Hugi Heimirsson                  |
| Herrendoppel | Helgi Jóhannesson Magnús Ingi Helgason       | Broddi Kristjánsson Þorsteinn Páll Hængsson | Björn Heimirsson Kári Gunnarsson                   |
| Damendoppel  | Erla Björg Hafsteinsdóttir Tinna Helgadóttir | Elsa Nielsen Vigdís Ásgeirsdóttir           | Halldóra Jóhannsdóttir Snjólaug Jóhannsdóttir      |
| Damendoppel  | Erla Björg Hafsteinsdóttir Tinna Helgadóttir | Elsa Nielsen Vigdís Ásgeirsdóttir           | Birgitta Rán Ásgeirsdóttir Karitas Ósk Ólafsdóttir |
| Mixed        | Magnús Ingi Helgason Tinna Helgadóttir       | Broddi Kristjánsson Elsa Nielsen            | Arthúr Geir Jósefsson Halldóra Jóhannsdóttir       |
| Mixed        | Magnús Ingi Helgason Tinna Helgadóttir       | Broddi Kristjánsson Elsa Nielsen            | Helgi Jóhannesson Elín Þóra Elíasdóttir            |